# فلاديسلافيفكا (كريم)
فلاديسلافيفكا (Владиславівка) هي مدينة في مقاطعة كريم في أوكرانيا.
يبلغ عدد سكانها حوالي 3349   نسمة.